# Hymenostylium secundum
Hymenostylium secundum là một loài rêu trong họ Pottiaceae. Loài này được Müll. Hal. mô tả khoa học đầu tiên năm 1876.